# شیرین عابدینی‌راد
شیرین عابدینی‌راد (زاده ۱۹۸۶ میلادی) یک هنرمند ایرانی است که بیشتر برای خلق آثار هنری با آینه شناخته شده‌است. آثار او اغلب برپایه خطای دید ساخته شده‌اند. عابدینی‌راد، با کار بر روی تندیس، هنر اجرا و هنرهای تصویری، مفهوم محوری هویت را در محدوده گسترده‌تر جامعه مورد بررسی قرار داده‌است. او در سال۲۰۱۶ کتابی با عنوان «هنر مفهومی و طراحی مد در قرن بیست و یکم»، که توسط انتشارات هنری نظر در ایران منتشر شد، نوشت.

## زندگی‌نامه
عابدینی‌راد در سال ۱۹۸۶ در تبریز به دنیا آمد. او فعالیت در زمینه هنر را با نقاشی آغاز کرد و مد و طراحی پارچه را در دانشکده دکتر شریعتی تهران طراحی پارچه و مد خواند. موضوع اصلی پایان‌نامه‌اش پیرامون هنر مفهومی و ارتباط آن با مد بود. او همچنین هنر تصویری را زیر نظر عباس کیارستمی آموخت. او در سال ۲۰۱۳ در جشنواره فیلم آی‌بی‌ای‌اف‌اف در مورسیای اسپانیا همراه با عباس کیارستمی شرکت کرد. او در سال ۲۰۱۴ کمک هزینه تحصیلی از بنتون دریافت کرد تا در پروژه مرکز پژوهش فابریکا با آن‌ها همکاری کند.